# Dimensão afetiva
Dimensão afetiva é um conceito constituído por duas palavras dimensão, que de acordo com o dicionário a dimensão tem a ver com o tamanho e grandeza.(Bueno, 2016).  Já a palavra afetiva, aparece em outro dicionário como um adjetivo que tem a ver com  termo afeto e com a palavra carinhoso/a. (Amora, 2013).
A dimensão afetiva  é uma das dimensões constituintes do psiquismo humano.  O psiquismo humano é constituído por várias dimensões entre estas a afetiva.  Esta dimensão também pode ser  nomeada de afetividade. As emoções e os sentimentos são elementos constitutivos dessa dimensão. Por isso, é importante saber a definição de cada um desses termos:

#### Termos relacionados
1. A emoção "é a combinação de um processo avaliatório mental, simples ou complexo, com respostas dispositivas a esse processo, em sua maioria dirigidas ao corpo propriamente dito, resultando num estado emocional do corpo, mas também dirigidas ao próprio cérebro (núcleos neurotransmissores no troco cerebral), resultando em alterações mentais adicionais." (Damásio, 1996, p.168-169)[5] Segundo António Damásio, todas as emoções dão origem a sentimentos, se estiver desperto e atento. (Damásio, 1996, p.172)[6]
2. O sentimento é a experiência subjetiva da emoção.[7]

##### Outros termos relacionados
- Emotividade
- Emocionalidade
- Emoação

###### No campo educacional
Os estudos sobre a dimensão afetiva é bastante pesquisado na área educacional autores por exemplo:
- Coutinho[8]
- Furtado
- Andrade Neta
- Barcelos

###### Outras áreas
A dimensão afetiva é estudada em diversas áreas como a filosofica com René Descartes, que explica sobre as paixões, atualmente emoções e sentimentos. Outra área que estuda a dimensão afetiva é a neurociência com Dámásio e outros como Ramon Conseza e Leonor Guerra

###### Conclusão
Assim, pode-se afirma que o conhecimento sobre a dimensão afetiva é de grande interesse e importância em diversas áreas do saber, seja filosófico ou científico. Por isso, é relevante divulgar os resultados de estudos sobre essa dimensão para que as pessoas possam aprender e ficarem cientes do impacto da dimensão afetiva em suas vidas.